# The Scarecrow
Tobias Sammet’s Avantasia: The Scarecrow — концептуальный альбом проекта Avantasia вокалиста группы Edguy Тобиаса Саммета, который вышел в начале 2008 года. В записи приняли участие музыканты из нескольких известных рок-групп: (Scorpions, Kamelot и т. д.). На композицию «Lost in Space» был выпущен двойной мини-альбом, вышедший в ноябре 2007 года, и снят видеоклип. 3 апреля 2010 года вышли альбомы The Wicked Symphony и Angel of Babylon, продолжающие историю The Scarecrow.

## Список композиций
1. «Twisted Mind» (6:14)
2. «The Scarecrow» (11:12)
3. «Shelter From The Rain» (6:09)
4. «Carry Me Over» (3:52)
5. «What Kind Of Love» (4:56)
6. «Another Angel Down» (5:41)
7. «The Toy Master» (6:21)
8. «Devil In The Belfry» (4:42)
9. «Cry Just A Little» (5:15)
10. «I Don’t Believe In Your Love» (5:34)
11. «Lost in Space» (3:53)

## Сюжет
По сюжету главный герой — Пугало, сошедший с ума и страдающий от неразделённой любви. Он ведёт разговор сам с собой и своими чувствами (безответная любовь, блуд). Мефистофель часто появляется рядом с ним, в конце концов, заставив его обозлиться на мир и тех, кто причинял ему страдания. Но душевные терзания Пугала не прекращаются и он продолжает думать о девушке, которую безответно любил. В конце главный герой смиряется со своим положением и говорит себе, что будет скитаться один вечно.
В дальнейшем (в следующих двух альбомах) Пугало проходит ряд тяжких душевных испытаний, продолжая общаться с голосами в своей голове, ангелами и демонами. В конце концов, он находит ответы на все свои вопросы.

## Участники записи

### Вокалисты
- Тобиас Саммет (Edguy) (на всех композициях) — Пугало / Главный герой
- Йорн Ланде (на 2, 6, 8) — Мефистофель
- Рой Хан (экс-Kamelot) (на 1) — Психиатр
- Аманда Сомервилль (на 5, 11) — Безответная любовь
- Боб Кейтли (Magnum) (на 3, 9) — Ангел
- Михаэль Киске (экс-Helloween) (на 2 — бэк-вокал), (на 3, 5) — Наставник главного героя
- Элис Купер (на 7) — Магнат
- Оливер Хартманн (экс-At Vance) (на 10) — Блуд

### Инструменталисты
- Тобиас Саммет (Edguy) — бас-гитара
- Кай Хансен (Gamma Ray, экс-Helloween) — гитара
- Хеньо Рихтер (Gamma Ray) — гитара
- Рудольф Шенкер (Scorpions) — гитара
- Саша Паэт (Rhapsody, Luca Turilli) — гитара
- Эрик Зингер (Kiss) — ударные

## Интересные факты
Вступление из композиции «Twisted Mind» звучит в качестве музыкальной заставки в программе «Подъём» с Сергеем Доренко на радио «Говорит Москва».